# Women's Premier Soccer League
La Women's Premier Soccer League (WPSL) è un campionato di calcio femminile nazionale che si svolge negli Stati Uniti d'America e Porto Rico, secondo livello di calcio femminile nell'organizzazione calcistica statunitense, sotto la National Women's Soccer League (NWSL), e approssimativamente allo stesso livello della United Women's Soccer.
Al campionato partecipano sia società professionistiche, con le squadre senior, che dilettantistiche in due gironi, le quali devono scegliere se partecipare ad uno o l'altro in ottemperanza ai regolamenti emessi dalla National Collegiate Athletic Association (NCAA) che prevedono che i giocatori dei college non possono giocare nelle società professionitsiche.
Originariamente, la WPSL venne costituita dalle società partecipanti alla Western Division della W-League prima che questa si separasse per formare un proprio campionato nel 1997. Il campionato è riconosciuto dalla United States Adult Soccer Association, l'organizzazione affiliata alla federazione calcistica degli Stati Uniti d'America (United States Soccer Federation - USSF) che cura il calcio dilettantistico.
La WPSL possiede una specificità unica nel campo del calcio mondiale in quanto è uno dei pochi campionati femminili a generare un campionato maschile, piuttosto che il contrario: la Men's Premier Soccer League, in seguito National Premier Soccer League, è stata istituita come conseguenza della WPSL nel 2003. Secondo il sito web ufficiale WPSL, il WPSL è il più grande (in termini di numero di squadre) campionato di calcio femminile nel mondo.
Quando nel 2012 la Women's Professional Soccer (WPS) sospese il campionato, la WPSL si propose come campionato professionistico istituendo la WPSL Elite League.

## Squadre 2014

### Conferenza del Pacifico

#### Divisione del Nord
- California Storm
- North Bay FC Wave
- Primero de Mayo
- Real Salt Lake Women
- San Francisco Nighthawks
- West Coast Wildkatz

#### Divisione del Sud
- Beach Futbol Club
- Del Rey City SC
- LA Premier FC
- Legends FC
- San Diego WFC SeaLions
- Phoenix Del Sol
- Tucson Soccer Academy

### Conferenza del Big Sky
- FC Tulsa Spirit
- Fort Worth Panthers
- Houston Aces
- Houston South Select
- Liverpool Dallas
- Oklahoma City FC

### Conferenza del Nord-ovest
- AC Seattle
- Eugene Metro Futbol Club
- Issaquah Soccer Club
- THUSC Diamonds
- Westside Timbers

### Conferenza dell'Est
- FC Surge
- Florida Sol FC
- Florida Craze Crush
- NTC Rush
- Pinellas County United SC
- Tampa Bay Hellenic
- Team Boca Blast
- Treasure Coast Dynamites

### Conferenza del Sud-est
- Alabama FC
- Chattanooga FC
- FC Nashville Wolves
- Georgia Revolution
- Knoxville Lady Force
- MIssissippi Fuego FC

### Conferenze del Midwest
- Chicago Red Stars Reserve
- Cincinnati Lady Saints
- Columbus Eagles
- Des Moines Menace
- FC Indiana
- FC Pride
- Fire & Ice FC
- Kansas City Shock
- Madison 56ers
- Minnesota TwinStars FC
- Motor City FC
- Ohio Galaxies

### Conferenza del Nord-est

#### Divisione del New England
- Boston Aztec
- Boston Breakers Reserves
- Boston Breakers College Academy
- Rhode Island Reds FC (women's)
- Seacoast United Mariners
- Seacoast United Phantoms

#### Divisione del Medio-Atlantico
- CFC Passion
- Empire Revs WNY
- New England Mutiny
- Syracuse Lady Knights
- Tri-City Celtics
- Yankee Lady FC

#### Divisione del Quad State
- Buxmont Torch FC
- FC Lehigh Valley Lady Sonic
- FC Westchester
- Jersey Blues FC
- Long Island Fury
- New York Athletic Club

#### Divisione del Sud-Atlantico
- ACF Torino USA
- ASA Chesapeake Charge
- BuxMont Torch FC
- FC Bucks
- Lancaster Inferno (WPSL)
- Lions Swarm

## WPSL - Campioni (1998-oggi)
| Stagione | Campione                  | Allenatore        | 2º classificato    |
| -------- | ------------------------- | ----------------- | ------------------ |
| 1998     | Silicon Valley Red Devils |                   |                    |
| 1999     | California Storm          |                   |                    |
| 2000     | San Diego WFC SeaLions    |                   |                    |
| 2001     | Ajax America Women        |                   |                    |
| 2002     | California Storm          |                   |                    |
| 2003     | Utah Spiders              |                   |                    |
| 2004     | California Storm          |                   | New England Mutiny |
| 2005     | F.C. Indiana              | Shek Borkowski    | California Storm   |
| 2006     | Long Island Fury          | Paul Riley        | River Cities FC    |
| 2007     | F.C. Indiana              | Shek Borkowski    | New England Mutiny |
| 2008     | Ajax America Women        | Brian Boswell     | Arizona Rush       |
| 2009     | Long Island Fury          | Paul Riley        | Ajax America Women |
| 2010     | Boston Aztec              | Mike Kersker      | Ajax America Women |
| 2011     | Orange County Waves       |                   | Chicago Red Stars  |
| 2012     | Gulf Coast Texans         |                   | Aztec MA           |
| 2013     | San Diego WFC SeaLions    | Jen Lalor-Nielsen | Houston Aces       |
| 2014     |                           |                   |                    |

## Squadre non più esistenti
- Albuquerque Crush  Nuovo Messico (2002)
- Albuquerque Lady Asylum  (2007–2008)
- Arizona Sahuaros  (2003)
- Arkansas Comets
- Auto Trader Select SC  (1998–1999)
- Bay Area Breeze  (2011-2012) - Abbandona per partecipare alla W-League
- Brevard County Cocoa Expos  (2008)
- Central California Gold  (2004)
- Clermont Phoenix
- Colorado Springs United  (2007–2008, Colorado Springs Sabers 2006)
- Elk Grove Pride  (2002–2005)
- Everton FC America  (2005)
- Fort Lauderdale Fusion  (2006)
- FC Austin
- FC Dallas
- FC Indiana  (2005–2007)
- F.C. Metro Magic  (2009–2010, FC St. Louis 2006-2008)
- FC Sacramento Thunder  (1998–1999)
- FC St. George
- FC Virginia  (2006)
- Foothill FC  (2000)
- Gulf Coast Texans  (2011-2013) - Abbandona per partecipare alla W-League
- Houston Stars  (2003–2005)
- Houston Tornadoes  (2003)
- Las Vegas Shooters  (1998–1999, 2001)
- Las Vegas Tabagators  (2004–2006)
- Maryland Capitols FC
- Maryland Pride  (2004–2007, 2009-2010)
- Massachusetts Stingers  (2004–2007)
- Memphis Mercury  (2006)
- Michigan Phoenix  (2006)
- Mississippi Fuego FC U23  (2012)
- New England Mutiny Reserves
- New York Vendaval  (2003)
- Norcal Shockwaves  (1998–1999)
- Northampton Laurels  (2006–2008)
- Northern California Blues  (2003–2004)
- Orlando Falcons  (2006–2007)
- Ohio Premier Women's SC
- PAO ST. Louis  (2011) Nessuna partita giocata
- Philadelphia Fever
- Phoenix U23  (2012)
- Portland Rain
- Real Del Mar  (1998)
- Real Shore FC  (2007)
- Reno Zephyrs  (1999)
- Rhode Island Rays  (2003–2006)
- River Cities FC  (2006–2007)
- Rochester Reign  (2004)
- St. Louis Archers  (2005)
- St. Louis Scott Gallagher Elite  (2009–2010)
- San Francisco Skyhawks  (1998–1999)
- San Joaquin Valley Quest  (2003)
- Silicon Valley Red Devils  (1998–2000)
- Spokane Shine WA (2010-)
- Sonoma County Sol  (2006–2008)
- Sonoran Thunder  (2002–2003)
- Steel City Sparks  (2004–05)
- Tampa Bay Elite  (2006–2007)
- Tennessee Lady Blues  (2006)
- Vancouver Angels  (2000)
- West Texas Pride F.C.
- California Storm Sacramento
- Central California HEAT
- Elk Grove
- Ajax America Women
- St. George United
- Utah Starzz
- American Eagles Soccer Club
- Texas Football Club
- Emerald City FC
- Oregon Rush
- Spokane Shine
- Tampa Bay Hellenic
- South Florida Strikers
- FC Milwaukee Nationals
- Fort Wayne FC
- Indiana United
- Quad City Eagles
- United FC Binghamton
- New Jersey Blaze
- Tidewater Sharks